# Mandya
Mandya es una ciudad de la India, centro administrativo del distrito de Mandya, en el estado de Karnataka.

## Geografía
Se encuentra a una altitud de 681 m s. n. m. a 102 km de la capital estatal, Bangalore, en la zona horaria UTC +5:30.

## Demografía
Según estimación 2011 contaba con una población de 138 198 habitantes.